# Arroz e feijão
Se você procura pelo álbum de Daniela Mercury, veja Feijão com Arroz
Arroz e feijão ou feijão com arroz é o nome dado a um prato típico e bastante tradicional do Brasil. Essa receita não tem uma origem certa, mas a hipótese mais aceita é a de que seria fruto de uma combinação do arroz (de origem oriental) trazido pelos portugueses para o Brasil com o feijão, que já seria consumido no Brasil pelos ameríndios. Alguns autores apontam o Brasil como o primeiro país a cultivar esse cereal no continente americano. O arroz era o "milho d'água" (abati-uaupé) que os tupis, ainda muito antes de conhecerem os portugueses, já colhiam nos alagados próximos ao litoral. Outra versão afirma que esse prato foi a união do arroz com a feijoada, que tem origem africana ou portuguesa. O que se sabe é que ao longo dos séculos esse prato foi se popularizando por todo o país, passando a ser uma parte quase que indispensável da refeição dos brasileiros.
Arroz e feijão consiste em uma combinação de alimentos amplamente consumida em muitos países ao redor do mundo. Esta combinação é popular devido a sua versatilidade, facilidade de preparo e baixo custo. Além disso, arroz e feijão juntos fornecem uma fonte completa de proteínas, o que os torna uma opção alimentar importante para muitas pessoas.
Em Cuba denominam o arroz-com-feijão de Moros y Cristianos ou Congo, e na Costa Rica de Gallo Pinto, tradicionalmente acompanhado do molho Lizano.[carece de fontes?]

## Conteúdo Nutricional
O arroz com feijão é um prato rico em nutrientes. Estes cereais, combinados, fornecem carboidratos, proteínas. Também contém ferro, vitaminas do complexo B e cálcio. O feijão também fornece ferro.
Um "prato feito", prato popular que serve arroz, feijão e variações de guarnições, possuem mais de 1200 calorias.
Arroz e feijão juntos são ricos em nutrientes e oferecem vários benefícios para a saúde, incluindo:
- Proteínas: Arroz e feijão juntos formam uma fonte completa de proteínas, o que é importante para o corpo humano.
- Fibras: Ambos são ricos em fibras, o que ajuda a manter o sistema digestivo saudável.
- Vitaminas e Minerais: Arroz e feijão contêm uma variedade de vitaminas e minerais importantes, incluindo ferro, magnésio e vitamina B.
|                        | Porção de Arroz e Feijão (461g) |
| ---------------------- | ------------------------------- |
| Calorias (kcal)        | 696                             |
| Carboidratos (g)       | 112,48                          |
| Fibras alimentares (g) | 15,7                            |
| Proteínas (g)          | 21,39                           |
| Ferro (mg)             | 7,24                            |
| Cálcio (mg)            | 171                             |
| Tiamina (mg)           | 0,562                           |
| Riboflavina (mg)       | 0,097                           |
| Vitamina B-6 (mg)      | 0,286                           |

Entretanto, apesar de muito nutritivos, apenas comer arroz e feijão não basta, pois há outros minerais, vitaminas e nutrientes que não são encontrados na dupla.

## Tipos de arroz e feijão
Existem muitas variedades de arroz e de feijão. Por isso, é possível fazer diversas combinações com cada elemento. Hoje em dia, é cada vez mais disseminado o uso do arroz integral, variedade mais saudável do que o arroz normal. O feijão, normalmente feijão-da-índia, também vem sendo substituído por outras variedades de leguminosas, como o feijão-azuqui, grão-de-bico e até soja (nestes dois últimos casos, o prato deixa de se chamar arroz com feijão e não tem denominação específica).

### Variantes
Existem muitas variações de arroz e feijão, cada uma com seu próprio sabor e aroma únicos. Algumas das mais populares incluem:
- Arroz e Feijão Preto: Uma variação popular do feijão, arroz e feijão preto é cozinhado com um tipo específico de feijão preto e pode ser adicionado a uma variedade de pratos.
- Arroz e Feijão Vermelho: Este prato é feito com feijão vermelho e é popular em muitos países da América Latina.
- Arroz e Feijão Branco: Uma variação mais simples, arroz e feijão branco é feito com feijão branco e é uma opção popular para refeições rápidas.

## Outras funções
Em termos linguísticos, feijão com arroz acabou por receber outras conotações. Por ser um prato muito comum e usual, se tornou também uma expressão que indica uma coisa muito corriqueira, por exemplo: "Vou sair desse feijão com arroz: vou mudar minha rotina".